# Epic LT Dynasty
Epic LT je enomotorno turbopropelersko doma zgrajeno letalo ameriškega proizvajalca Epic Aircraft. Epic je leta 2009 bankrotiral, njegovo lastnino so kupila druga podjetja. Letalo naj bi dobilo novo oznako E1000, dobave naj bi se začele v tretjem četrtletju 2015.

## Različice
Epic LT
Verzija za domačo sestavo
Epic E1000
Certificriana verzija, cena $2,75 milijonov
CAIGA Primus 150
CAIGA Mednarodna verzija

## Specifikacije (LT/Dynasty)
Podatki iz Epic Website
Splošne značilnosti
- Posadka: 1
- Število sedežev: 5 potnikov
- Dolžina: 35 ft 10 in (10,92 m)
- Razpon kril: 43 ft (13 m)
- Višina: 12 ft 6 in (3,81 m)
- Površina kril: 203,6 sq ft (18,92 m2)
- Teža praznega letala: 4.000 lb (1.814 kg)
- Bruto teža: 7.300 lb (3.311 kg)
- Kapaciteta goriva: 288 ameriških galon (1090 l) standardno, 350 am. galon (1324 l) opcoja
- Pogon letala: 1 × Pratt & Whitney PT6-67A turboprop, 1.200 shp (890 kW)

Zmogljivost
- Potovalna hitrost: 340 kn (391 mph; 630 km/h) največja potovalna
- Doseg: 1.874 nmi (2.157 mi; 3.471 km) z opcijskimi tanki
- Višina leta (servisna): 31.000 ft (9.400 m)
- čas vzpona do višine: 9 minut do 25000 ft (7620 m)